# Koji Yamase
Koji Yamase (山瀬 功治, Yamase Koji, Sapporo, 22 september 1981) is een Japans voetballer die als middenvelder speelt bij Ehime FC.

## Carrière
Koji Yamase speelde tussen 2000 en 2010 voor Consadole Sapporo, Urawa Red Diamonds en Yokohama F. Marinos. Hij tekende in 2011 bij Kawasaki Frontale.

## Japans voetbalelftal
Koji Yamase debuteerde in 2006 in het Japans nationaal elftal en speelde 13 interlands, waarin hij 5 keer scoorde.

## Statistieken
| Japans voetbalelftal | Japans voetbalelftal | Japans voetbalelftal |
| Jaar                 | Wed.                 | Dlp.                 |
| -------------------- | -------------------- | -------------------- |
| 2006                 | 1                    | 0                    |
| 2007                 | 1                    | 1                    |
| 2008                 | 10                   | 4                    |
| 2009                 | 0                    | 0                    |
| 2010                 | 1                    | 0                    |
| Totaal               | 13                   | 5                    |